# (32039) 2000 JO23
(32039) 2000 JO23 est un astéroïde aréocroiseur découvert en 2000.

## Description
(32039) 2000 JO23 a été découvert le 7 mai 2000 à l'observatoire Magdalena Ridge, situé dans le comté de Socorro, au Nouveau-Mexique (États-Unis), par le projet Lincoln Near-Earth Asteroid Research (LINEAR).

### Caractéristiques orbitales
L'orbite de cet astéroïde est caractérisée par un demi-grand axe de 2,22 ua, un périhélie de 1,60 ua, une excentricité de 0,28 et une inclinaison de 6,50° par rapport à l'écliptique. Du fait de ces caractéristiques, à savoir un demi-grand axe inférieur à 3,2 ua et un périhélie compris entre 1,3 et 1,666 ua, il croise l'orbite de Mars et est classé, selon la JPL Small-Body Database, comme astéroïde aréocroiseur (aréo venant de Arès).

### Caractéristiques physiques
(32039) 2000 JO23 a une magnitude absolue (H) de 14,6 et un albédo estimé à 0,421.